# 朝を呼ぶ口笛
『朝を呼ぶ口笛』（あさをよぶくちぶえ）は、1959年3月4日公開の日本映画。
吉永小百合の映画デビュー作品である。吉永は、入団はしていないが発声の指導を受けていた縁で、ひばり児童合唱団の主催者よりこの作品のオーディションを紹介され、出演が決まった 。 松竹大船撮影所製作、モノクロ、松竹グランドスコープ、61分。原作は吉田稔の「新聞配達」（全国中小学生綴り方コンクール文部大臣賞受賞）。

## あらすじ
吉井稔は病弱でやや体の不自由な父親、手内職で家計を支える母親、幼い弟と妹との五人家族。今やってる新聞配達を続けながら、夜間高校へ進学することを目指している中学生。大好きな母親は過労がたたり入院。検査の結果胆石が見つかり要手術。不甲斐ない父親は手術代も工面できず、その実情を知った稔は進学の為に貯めた貯金を使ってもらい、家計を支えるため学校も新聞配達も辞めて町工場で働くことを決意。夢が消え落ち込んではいたが、新聞販売店の仲間たちの力添えや親しくする少女の励ましに支えられ、再び以前の生活に戻ることができた稔。そして朝の町を以前のように稔の爽やかな口笛が吹き抜けるのだった。

## スタッフ
- 監督：生駒千里
- 製作：桑田良太郎
- 脚本：光畑碩郎
- 撮影：篠村荘三郎
- 美術：平高主計
- 音楽：鏑木創
- 録音：木村三郎
- 照明：中田達治
- 編集：谷みどり
- 録音技術：沼上精一
- 監督助手：菅野昭彦
- 装置：佐須角三
- 装飾：印南昇
- 現像：中原義雄
- 衣装：斎藤耐三
- 撮影助手：成島東一郎
- 録音助手：佐藤広文
- 照明助手：荒木勝
- 進行：沼尾鈞

## キャスト
- 加藤弘：吉田稔
- 織田政雄：父親
- 井川邦子：母親
- 鳥居博也：弟
- 羽江マリ：妹
- 田村高廣：須藤隆司
- 瞳麗子：前川静子
- 山内明：静子の兄
- 殿山泰司：大野
- 沢村貞子：新聞販売店のおかみさん
- 吉永小百合：刈谷美和子
- 田村保：岩崎
- 吉野憲司：日比野
- 田中晋二：遠山
- 真塩洋一：牛乳配達
- 土紀洋兒：中学の先生
- 井上正彦：工場主
- 人見修：医師
- 後藤泰子：刈谷家の女中
- 村上記代：看護婦
- 秩父晴子：大野の奥さん
- 清水幹也
- 川金正直
- 佐山彰二
- 今井健太郎
- 光村譲
- 松野日出夫
- 小林和雄
- 空伸子
- 町田祥子
- 佐谷ひろ子
- 堀みどり